# Protochanda bicuneata
Protochanda bicuneata is een vlinder uit de familie van de sikkelmotten (Oecophoridae). De wetenschappelijke naam van de soort is voor het eerst geldig gepubliceerd in 1935 door Meyrick.